# FC Rubin Jalta
Der FC Rubin Jalta (russisch ФК Рубин Ялта) ist ein Fußballverein aus Jalta, einer Stadt auf der von Russland besetzten ukrainischen Halbinsel Krim. Nachdem der Verein zunächst Mitglied der Krim-Liga war, spielt Rubin Jalta seit 2023 im regulären russischen Ligasystem mit.

## Geschichte
Der FC Rubin Jalta wurde im Jahr 2009 gegründet und spielte bis 2014 ausschließlich auf lokaler Ebene als reine Amateurmannschaft. Nach der Annexion der Krim durch Russland im Jahr 2014 sollte Rubin Jalta zunächst ins russische Ligasystem integriert werden, die UEFA verhängte jedoch ein Verbot für Mannschaften von der Krim am russischen Ligasystem teilzunehmen. Stattdessen wurde die Krim-Liga gegründet, welche als Sonderzone offiziell direkt der UEFA unterstellt ist. Rubin Jalta war als Gründungsmitglied von August 2015 bis Juni 2018 Teil der Liga. Nachdem die Mannschaft in der Saison 2017/18 den letzten Platz belegt hatte, stieg Rubin Jalta in die zweitklassige Open Championship ab und verlor damit auch seinen Profistatus.
Zur Saison 2021/22 stieg Rubin Jalta wieder in die Krim-Liga auf. In der Saison 2022 erreichte die Mannschaft mit dem zweiten Platz seine beste Platzierung in der Krim-Liga. Im Sommer 2023 wurde Rubin Jalta zusammen mit dem FK Sewastopol aus dem laufenden Betrieb der Krim-Liga ausgegliedert und in die viertklassige russische 2. Liga Division B aufgenommen. Rubin Jalta wurde der Gruppe 1.1 zugeordnet. Als Tabellendritter qualifizierten sie sich vor dem FK Sewastopol für die Aufstiegsrunde. In der Aufstiegsrunde belegte die Mannschaft den zweiten Platz und verfehlte damit knapp den Aufstieg in die drittklassige Division A. In der Saison 2024 wurde Rubin Jalta erneut Vizemeister seiner Gruppe der Division B und verpasste damit wieder knapp den Aufstieg in die Drittklassigkeit. Diesmal musste man dem FK Forte Taganrog den Vortritt lassen.

## Stadion
Der FC Rubin Jalta trägt seine Heimspiele im Avangard Stadion in Jalta aus. Es bietet Platz für 7000 Zuschauer.